# أندرياس هايدر ماورر
أندرياس هايدر ماورر (بالألمانية: Andreas Haider-Maurer)‏ مواليد 22 مارس 1987 في النمسا. هو لاعب كرة مضرب نمساوي مُحترف.

## روابط خارجية
- أندرياس هايدر مورر على موقع رابطة محترفي التنس (الإنجليزية)
- أندرياس هايدر مورر على موقع الاتحاد الدولي لكرة المضرب (الإنجليزية)
- أندرياس هايدر مورر على موقع كأس ديفيز (الإنجليزية)
- أندرياس هايدر مورر على موقع خلاصة التنس.كوم (الإنجليزية)
- أندرياس هايدر مورر على موقع إي إس بي إن.كوم (الإنجليزية)